# Marco Baroni (doppiatore)
Marco Baroni (Trieste, 7 agosto 1966) è un doppiatore, direttore del doppiaggio e dialoghista italiano.

## Biografia
Figlio del doppiatore Gil Baroni e fratello minore della doppiatrice Emanuela, è doppiatore di film e serie televisive. È la voce di Giovanni Ribisi nel film Fuori in 60 secondi, di Casey Affleck in 200 Cigarettes, di Paul Walker in Bobby Z, il signore della droga. Doppia anche cartoni animati: in GTO è la voce di uno degli alunni del professor Eikichi Onizuka, Koji Fujiyoshi. Inoltre ha prestato la voce a Shinnosuke in Ranma ½ e ad Astro nel film Astro Boy.
È membro dell'ANAD (Associazione Nazionale Attori e Doppiatori) di cui, tra l'altro, ricopre la carica di vicepresidente dal 2004.
Dal 2011 è la voce italiana ufficiale di Taddeo dei Looney Tunes, in sostituzione di Marco Bresciani.

## Doppiaggio

### Cinema
- Giovanni Ribisi in Fuori in 60 secondi
- Paul Walker in Bobby Z - Il signore della droga
- Casey Affleck in 200 Cigarettes
- Steve Zahn in Sunshine Cleaning
- Gary Commock in United 93
- Michael Rosenbaum in Cursed - Il maleficio
- Bill Hader in Tu, io e Dupree
- Dallas Roberts in Quando l'amore brucia l'anima - Walk the Line
- Jordan Prentice in American Pie presenta: Nudi alla meta
- Tom Fairfoot in Amelia
- Ngo Ka-nin in Ip Man 2
- Zahn McClarnon in Doctor Sleep
- Direttore dell'Hilton in Omicidio al Cairo
- Chris Messina in Birds of Prey e la fantasmagorica rinascita di Harley Quinn
- Josh Hamilton in Manchester by the Sea
- Anton Valensi in Dune - Parte due
- Harry Hadden-Paton in Twisters
- Saïd Taghmaoui in Crime Spree - In fuga da Chicago

### Film d’animazione
- Franklin, bullo in Corri più che puoi Charlie Brown
- Simon ne I nostri eroi alla riscossa
- 002 in Cyborg 009: La leggenda della supergalassia
- Willy in Pedro: Galletto coraggioso
- Taddeo in Looney Tunes: Due conigli nel mirino, Space Jam: New Legends
- Mr. Turkentine in in Tom & Jerry: Willy Wonka e la fabbrica di cioccolato[1]
- Kasper in Flee
- Zullo ne I Magotti e la pentola magica
- Floyd Pepper in A Muppets Christmas: Letters To Santa, Muppets Haunted Mansion - La casa stregata

### Serie televisive
- Scott William Winters in Oz
- Nick Russel in Power Rangers Mystic Force
- Mike Erwin in Everwood
- Devon Gummersall in Roswell
- Paul James in Greek - La confraternita
- Kyle Searles in Settimo cielo
- Lamorne Morris in New Girl
- Omid Abtahi in The Mentalist
- Markice Moore in Snowfall
- Zahn McClarnon in The Son - Il figlio

### Soap opera
- Jacob Young in Beautiful

### Cartoni animati
- Fimbo (parte parlata) in Fimbles
- Virgil in Quella scimmia del mio amico
- Rosso X (seconda voce) in Teen Titans
- Ollie in Wonder Pets
- Sokka in Avatar - La leggenda di Aang
- Astro in Astro Boy
- Shinnosuke in Ranma ½
- Jill in Candy Candy
- Coretti in Cuore
- Franco in Le nuove avventure di Pinocchio
- Koji Fujiyoshi in Great Teacher Onizuka
- Gunther Schultz in L'attacco dei giganti
- Katsura in Gintama (ep. 1-49)
- Junta in DNA²
- Il secondo Tsuchikage Muu in Naruto: Shippuden
- Sam in Spike Team
- Taddeo in The Looney Tunes Show, New Looney Tunes, Looney Tunes Cartoons
- Shuichi Aizawa in Death Note
- Hank in Talking Tom and Friends
- Turbinski in Ultimate Muscle
- Kevin Swanson (1ª voce) ne I Griffin
- Sinedd in Galactik Football
- Sideswipe in Transformers: Armada
- Fenton Paperconchiglia/Robopap in DuckTales
- Golosone ne I Puffi
- Floyd Pepper in Muppet Show (ridoppiaggio 2021), Ecco i Muppet, The Muppets Mayhem Band

### Videogiochi
- Thomas Gurzenidze in Tom Clancy's Splinter Cell[2]